# 国融证券
国融证券股份有限公司（GUORONG SECURITIES，简称国融证券），是一家总部位于内蒙古呼和浩特市的证券公司，主要从事证券经纪代理、证券投资、证券承销与保荐、企业重组财务顾问、证券投资咨询和开放式基金代销等。在中国证监会公布的2021年证券公司分类结果中，国融证券被评为BB级。

## 历史
公司前身是成立于2002年4月的日信证券有限责任公司（简称“日信证券”），2014年公司净资本收益率28.9%，位居行业第一位。2016年3月18日，公司改制并更名为“国融证券股份有限公司”。
2021年7月24日，中国证券监督管理委员会发布《2021年证券公司分类结果》，其中国融证券被评为BB级，与2020年的BBB级有所下降。

## 旗下公司

### 控股公司
- 国融基金管理有限公司
- 北京首创期货有限责任公司

### 全资子公司
- 国融汇通资本投资有限公司